# That's How You Write a Song
That's How You Write a Song är en norsk popsång, skriven och framförd av Alexander Rybak. Låten släpptes till försäljning digitalt och för streaming den 15 januari 2018. Låten vann norska Melodi Grand Prix 2018 i Oslo Spektrum och var Norges bidrag till Eurovision Song Contest 2018 i Lissabon.
"That's How You Write a Song" kom till finalen i Norwegian Melody Grand Prix 2018 tillsammans med balladen "Who We Are", skriven av Kjetil Mørland och framförd av Rebecca. De två låtarna fick flest röster efter flera omröstningar, och "That's How You Write a Song" vann till slut.
Det här var andra gången som Alexander Rybak vann den norska melodifestivalen och är deltagare i Eurovision Song Contest. År 2009 vann han båda tävlingar med låten "Fairytale" med rekordpoäng.